# Ryan Ellis
Ryan James Ellis (3 gennaio 1991) è un hockeista su ghiaccio canadese.

## Palmarès

### Mondiali
- 1 medaglia:
  - 1 oro (Russia 2016)

### Mondiali giovanili
- 3 medaglie:
  - 1 oro (Canada 2009)
  - 2 argenti (Canada 2010; Stati Uniti 2011)